# Alfred Horstmann
Alfred Horstmann (* 25. Juli 1879 in Frankfurt am Main; † 17. Mai 1947 in Oranienburg) war ein deutscher Diplomat und Zeitungsverleger des Frankfurter General-Anzeigers.

## Leben
Nach dem Schulbesuch studierte der aus der evangelischen Familie der Eigentümer des Frankfurter General-Anzeiger stammende Horstmann Rechtswissenschaften in Bonn, war dort Mitglied des Corps Hansea Bonn, und trat nach dem Ersten Juristischen Staatsexamen 1904 in den preußischen Justizdienst. Im Rahmen seines Vorbereitungsdienstes wurde er 1906 der Botschaft in Frankreich zugeteilt.
- 1909 trat er schließlich in den Diplomatischen Dienst und fand zunächst Verwendung an der Botschaft in den USA, wo er 1910 zum Legationssekretär befördert wurde. Im Anschluss war er von 1912 bis 1914 Geschäftsträger der Gesandtschaft in Portugal.[2] Während des Ersten Weltkrieges war er zwischen 1916 und 1918 zunächst Mitarbeiter des Generalgouverneurs von Brüssel und ab 1917 als Legationsrat der Militärverwaltung in Rumänien. Zugleich diente er als Rittmeister der Reserve im Husaren-Regiment Nr. 7 König Wilhelm I.[3]

- 1919 kehrte er nach Deutschland zurück und heiratete die Tochter des Bankiers Paul von Schwabach, Leonie „Lally“ (auch: „Laly“ oder „Lali“) von Schwabach.[4] Danach war er bis 1920 als Legationsrat in der Politischen Abteilung des Auswärtigen Amtes tätig. Nach einer Tätigkeit an der Gesandtschaft in Norwegen kehrte er 1921 als Legationsrat ins Auswärtige Amt zurück und wurde 1922 zum Vortragenden Legationsrat und dann 1926 zum Ministerialdirigenten befördert.

- 1928 erfolgte seine Akkreditierung als Gesandter Erster Klasse in Belgien, wo er Nachfolger von Friedrich von Keller wurde. Im Rahmen eines Revirements wurde er als Nachfolger von Eduard Heinrich Wagenmann dann 1931 Gesandter Erster Klasse in Portugal, während Hugo Graf von Lerchenfeld Gesandter in Belgien wurde.

- 1933 versetzten ihn die Nationalsozialisten nach ihrer Machtergreifung in den Ruhestand. Im Anschluss war er Privatier und Kunstsammler.

- 1946 internierte ihn das sowjetische NKWD wegen „Herausgeberschaft einer den Nationalsozialismus propagierenden Zeitung“. Horstmann starb im Jahr darauf im sowjetischen Speziallager Nr. 7 Sachsenhausen in Oranienburg.

- 1995 rehabilitierte ihn postum die Militärhauptstaatsanwaltschaft der Russischen Föderation.

Seine Schwester Elly war verheiratet mit Burggraf Fabian von Dohna-Schlodien. Seine Schwester Gertrud heiratete den bayerischen Reichsrat Karl von Lang-Puchhof. Als ihr Vater Georg Horstmann 1917 starb, traten Alfred Horstmann und seine beiden Schwestern in das Unternehmen als persönlich haftende Gesellschafter der H. & G. Horstmann Verlag und Druck des Generalanzeigers der Stadt Frankfurt am Main (Frankfurter Generalanzeiger) ein.
Seine Ehefrau Lally, die ihn stets nur „Freddy“ nannte, verfasste über ihre Erlebnisse während des Zweiten Weltkriegs ein Erinnerungsbuch Nothing for tears, das zuerst 1952 in London erschien, 1954 auf Deutsch unter dem Titel Kein Grund für Tränen. Aufzeichnungen aus dem Untergang Berlin 1943–1946 (ursprünglich Unendlich viel ist uns geblieben). Es enthält Rückblicke, Fotos und zahlreiche Anekdoten über ihren Mann.